# HMAS Whyalla (J 153)
Pour les articles homonymes, voir HMAS Whyalla.
Le HMAS Whyalla (J 153/B 252), portant le nom de la ville de Whyalla, Australie-Méridionale, était l'une des 60 corvettes de classe Bathurst construites pendant la Seconde Guerre mondiale, et l'une des 36 initialement commandées uniquement par la Royal Australian Navy (RAN).
Lancé en 1941 et mis en service en 1942, Whylla a opéré pendant la Seconde Guerre mondiale dans les eaux territoriales de l'Australie, de la Nouvelle-Guinée et du Timor. Le navire est resté en service jusqu'en 1946, date à laquelle il a été vendu au Département des Travaux Publics État de Victoria à la fin de la guerre, qui a renommé Rip et l'a utilisée comme navire d'entretien des phares.  En 1984, il a été racheté par le conseil municipal de Whyalla, qui l'a exposé comme navire musée statique en 1987.

## Histoire opérationnelle

### Royal Australian Navy
En 1942, la corvette a d'abord escorter les convois au large de la côte sud-est de l'Australie et se trouvait dans le port de Sydney pendant l' attaque du sous-marin de poche japonais du 31 mai 1942. 12 jours plus tard, Whyalla escortait un convoi en direction du sud lorsque le cargo Guatemala a été torpillé et coulé par le sous-marin japonais I-21, le seul navire à être perdu dans un convoi escorté par Whyalla.
En décembre 1942, la corvette est affectée à la Nouvelle-Guinée, où elle effectue des escortes de convoi, des travaux de levés hydrographiques et participe à la préparation de la Bataille de Buna-Gona-Sanananda. Le 2 janvier 1943, Whyalla et deux petits navires de soutien, Stella et Polaris, ont été attaqués par des bombardiers en piqué japonais alors qu'ils se trouvaient dans le port de McLaren, à Cape Nelson, en Nouvelle-Guinée. La corvette a reçu des dommages mineurs, avec deux membres d'équipage blessés par des éclats d'obus. La corvette a continué le travail d'arpentage jusqu'à ce qu'elle soit soulagée par le HMAS Shepparton (J248) (en) en avril 1943. Whyalla était dans la baie de Milne Bay lorsqu'il a été attaqué par une force d'environ 100 avions japonais. Encore une fois, Whyalla n'a pas été sérieusement endommagé et la corvette a aidé les navires Kapunda et Wagga dans les opérations de sauvetage.
Puis il est retourné en Australie pour un radoub en juin 1943 et, a été affectée au service de convoi au large de la côte est de l'Australie, où il est resté jusqu'en février 1944. Entre février et juin, il a été impliqué dans des patrouilles anti-sous-marines au large du cap Sandy, puis a de nouveau été affecté à la Nouvelle-Guinée. En Décembre 1944, Whyalla était l'un des neuf navires de classe Bathurst à être affecté à la Flotte du Pacifique britannique de la 21ème Flottille de dragueur de mines. Il a passé le reste de la guerre à effectuer des tâches de déminage, d'escorte et de lutte anti-sous-marine avec la flotte britannique du Pacifique, en plus de participer à la Bataille d'Okinawa de mars à mai 1944 et entrant dans un court radoub en juin 1944.  Après la conclusion de la Seconde Guerre mondiale, Whyalla a passé un court moment à opérer à Hong Kong avant de retourner à Brisbane en octobre 1945. Il a été mis hors service le 16 mai 1946.
La corvette a reçu trois honneur de bataille pour son service en temps de guerre: «Pacific 1942–45», «New Guinea 1942–44» et «Okinawa 1945».

### Service civil
Whyalla a été vendu au Département des Travaux Publics de Victoria le 10 février 1947. La corvette a été modifiée pour le service civil, renommée Rip et remorquée à Melbourne, où elle est entrée en service comme navire d'entretien des phares à l'entrée de la baie de Port Phillip au sud de Melbourne. Le navire a été en service jusqu'en 1984, date à laquelle il devait être vendu pour la ferraille.

### Musée maritime
Lorsque le conseil municipal de Whyalla a appris que la corvette devait être mise au rebut, ils ont négocié l'achat du navire.  Whyalla a été acheté pour 5000 dollars australiens et est retournée à Whyalla avec un équipage de 11 bénévoles et par ses propres moyens à la fin de 1984. La corvette est restée dans son slipway jusqu'en avril 1987, lorsqu'elle a été déplacée de 2 kilomètres à l'intérieur des terres pour devenir la pièce maîtresse du Whyalla Maritime Museum, qui a ouvert ses portes le 29 octobre 1988. Whyalla est l'une des deux seules corvettes de classe Bathurst encore existantes en tant que navire musée ; l'autre étant le HMAS Castlemaine.

## Galerie

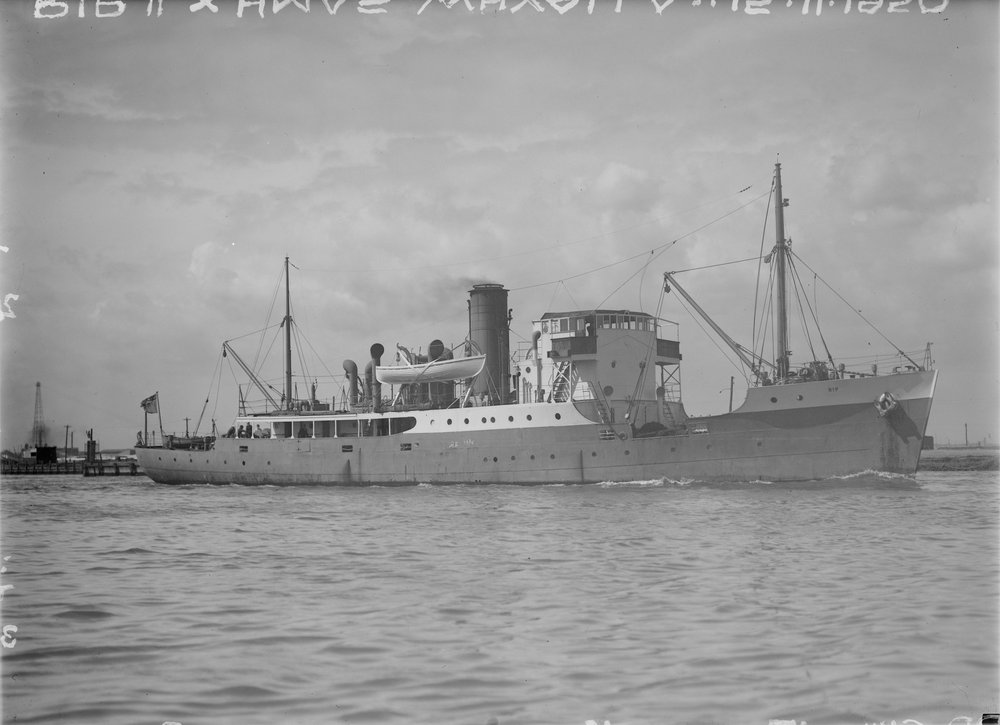
navire de soutien Rip
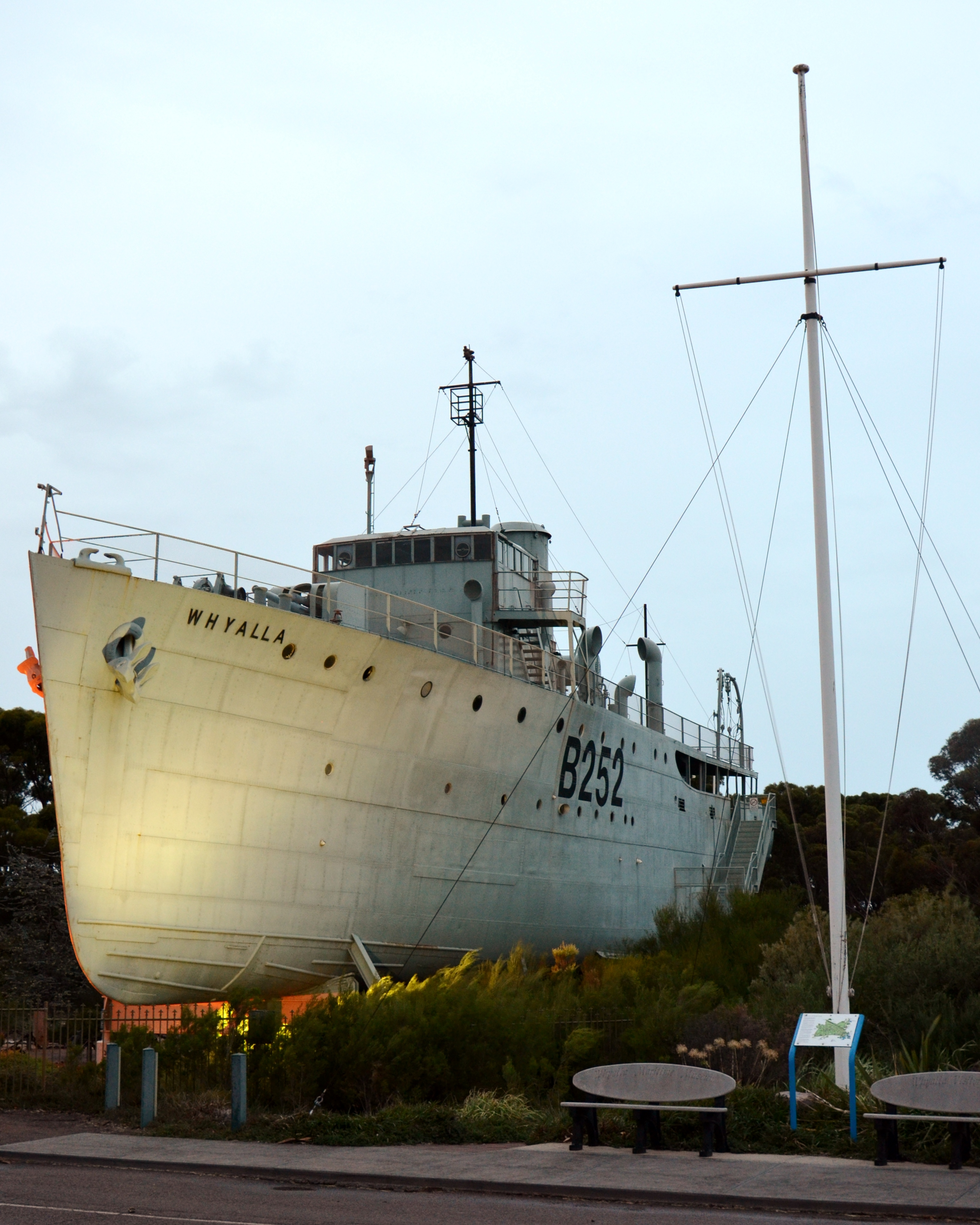
Whyalla Maritime Museum
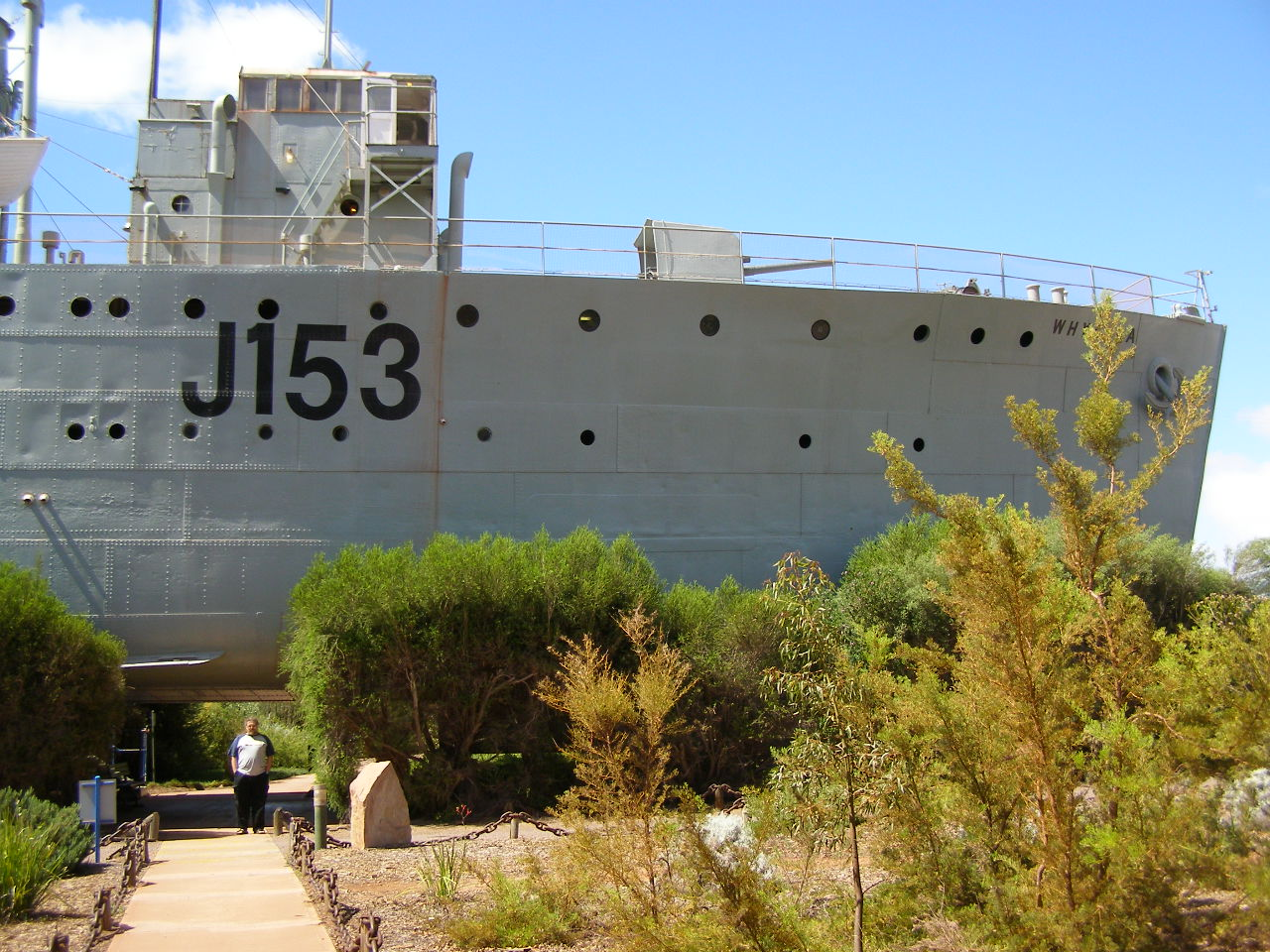
WhyallaMaritime Museum